# Andreas Christensen
Andreas Bødtker Christensen (* 10. April 1996 in Allerød) ist ein dänischer Fußballspieler. Er steht beim FC Barcelona unter Vertrag und ist in der dänischen Nationalmannschaft aktiv.

## Karriere

### Vereine

#### Beginn bei  Brøndby IF
Andreas Christensen spielte bis 2012 in den Jugendmannschaften von Brøndby IF. Dort zog er das Interesse mehrerer Klubs aus Europa auf sich und absolvierte Probetrainings bei verschiedenen Klubs aus der englischen Premier League. Schließlich wurde im Februar 2012 Christensens Wechsel zum FC Chelsea zur Saison 2012/13 bekannt.

#### FC Chelsea

##### Jugendjahre und erste Spiele für die Profis
Obwohl auch Ajax Amsterdam, der FC Arsenal, Aston Villa und der FC Liverpool an ihm interessiert waren, unterschrieb Andreas Christensen an der Stamford Bridge einen Vierjahresvertrag. Bereits in seinem ersten Jahr bei den Blues, der Saison 2012/13, kam er in der U21-Mannschaft zum Einsatz. In der Saison 2013/14 spielte Christensen mit dem FC Chelsea in der UEFA Youth League, wo die Londoner im Viertelfinale gegen den FC Schalke 04 ausschieden. Eine Saison später konnte er mit dem Verein diesen Wettbewerb gewinnen, nachdem im Finale Schachtar Donezk mit 3:2 geschlagen wurde. Sein Pflichtspieldebüt für die Profimannschaft gab Andreas Christensen am 28. Oktober 2014 im Alter von 17 Jahren beim 2:1-Sieg im League Cup gegen Shrewsbury Town. Während dieser Saison kam er für die Profis in insgesamt drei Pflichtspielen zum Einsatz.

##### Leihe zu Borussia Mönchengladbach
Zur Saison 2015/16 wechselte er für zwei Jahre auf Leihbasis in die deutsche Bundesliga zu Borussia Mönchengladbach. Sein Bundesligadebüt gab Christensen am ersten Spieltag im Auswärtsspiel gegen Borussia Dortmund, das mit 0:4 verloren wurde. Am 5. Februar 2016 (20. Spieltag) erzielte er beim 5:1-Sieg im Heimspiel gegen Werder Bremen mit den Treffern zum 2:0 und 3:0 in der 31. und 50. Minute seine ersten beiden Bundesligatore. Schnell war Christensen als Innenverteidiger gesetzt und in seiner ersten Saison am Niederrhein kam er in 31 von 34 Bundesligaspielen zum Einsatz, wobei er in jeder Partie in der Startelf stand. Mit Borussia Mönchengladbach spielte Andreas Christensen in der UEFA Champions League, wo die „Fohlenelf“ nach der Gruppenphase ausschied, im DFB-Pokal schied Borussia Mönchengladbach im Achtelfinale gegen Werder Bremen aus. Als Tabellenvierter qualifizierte sich der Verein für die Play-offs zur UEFA Champions League und dort setzte sich der Verein gegen den BSC Young Boys durch; später schied Borussia Mönchengladbach erneut nach der Gruppenphase aus, allerdings überwinterten sie als Dritter in der UEFA Europa League, wo im Achtelfinale der Ligakonkurrent FC Schalke 04 Endstation bedeutete. Des Weiteren erreichte Christensen mit seinem Verein im DFB-Pokal das Halbfinale, wo die Gladbacher nach Elfmeterschießen gegen Eintracht Frankfurt ausschieden. Auch in dieser Saison war Andreas Christensen als Innenverteidiger gesetzt. Der Leihvertrag lief zum 30. Juni 2017 aus und da keine dauerhafte Verpflichtung zustande kam, kehrte der Däne zum FC Chelsea zurück.

##### Wieder beim FC Chelsea
Wieder beim Verein aus dem Londoner Stadtteil Fulham angekommen, war Christensen in der Saison 2017/18 unter Antonio Conte in der Premier League in 27 Spielen zum Einsatz gekommen und war dabei in 23 Partien Teil der Startelf. Mit dem FC Chelsea, zuvor englischer Meister geworden, war er in der „Königsklasse“ im Achtelfinale gegen den FC Barcelona ausgeschieden, der FA Cup konnte gewonnen werden, wobei Christensen im mit 1:0 gewonnenen Finale gegen Manchester United nicht zum Kader gehörte. Im EFL Cup schied Chelsea im Halbfinale gegen den FC Arsenal aus. In der Saison 2018/19 hatte der Däne unter dem neuen Trainer Maurizio Sarri im Ligaalltag oftmals die Reservistenrolle inne und gehörte manchmal auch nicht zum Spieltagskader. So kam Andreas Christensen zu lediglich acht Premier-League-Einsätzen. Im FA Cup schied Chelsea gegen Manchester United aus, im EFL Cup erreichte der Verein das Finale und verlor dort gegen Manchester City. Die UEFA Europa League konnte mit dem Titelgewinn beendet werden, wobei Christensen in jedem Spiel zum Einsatz kam. Zur Saison 2019/20 wurde Frank Lampard der neue Trainer des FC Chelsea und unter ihm kam Andreas Christensen in der Liga zu 21 Einsätzen, allesamt als Teil der Anfangself. Im EFL Cup schied Chelsea gegen Manchester United aus, im FA Cup wurde das Finale erreicht, allerdings wurde dieses gegen den FC Arsenal verloren. In der Champions League erreichte Andreas Christensen mit seinem Verein das Finale, wo im Achtelfinale der FC Bayern München Endstation bedeutete.
In der Saison 2020/21 schied der FC Chelsea im EFL Cup gegen Tottenham Hotspur aus und im FA Cup wurde das Endspiel erreicht, wo man allerdings gegen Leicester City verlor. In der Liga lief es für Christensen und seinem Verein enttäuschend, woraufhin Lampard entlassen wurde und durch Thomas Tuchel ersetzt. Erst am letzten Spieltag konnte die Qualifikation für die „CL“ gesichert werden. Christensen lief in der Liga in 17 Spielen auf und war in 15 Spielen ein Teil der Startelf. Eine Woche später gewann der Däne mit Chelsea die UEFA Champions League, wobei er im Finale, welches durch das Tor von Kai Havertz mit 1:0 gegen den Ligakonkurrenten Manchester City gewonnen wurde, in der 39. Minute für den verletzten Thiago Silva eingewechselt wurde. In der Saison 2021/22 kam Andreas Christensen in der Premier League zu 19 Einsätzen (17 Mal stand er in der Anfangself). Im EFL Cup sowie im FA Cup erreichte Chelsea das Finale und in beiden Wettbewerben verloren die Blues nach Elfmeterschießen gegen den FC Liverpool, in der Champions League war im Viertelfinale gegen Real Madrid Schluss.

#### FC Barcelona
Nach seinem Vertragsende beim FC Chelsea wechselte Christensen zur Saison 2022/23 ablösefrei in die spanische Primera División zum FC Barcelona. Er unterschrieb einen Vertrag bis zum 30. Juni 2026, der eine Ausstiegsklausel in Höhe von 500 Millionen Euro enthält.

### Nationalmannschaft
Seit der U-16 spielt Christensen für sämtliche dänische U-Nationalmannschaften. Aktuell ist er dänischer U-21-Nationalspieler; mit dieser Altersklasse nahm er 2015 an der Europameisterschaft teil, bei der er mit der Mannschaft das Halbfinale erreichte.
Am 2. Juni 2015, kurz nach der Nominierung von U-21-Nationaltrainer Jess Thorup in den Kader für die U-21-EM, wurde Christensen von Morten Olsen erstmals in den Kader der dänischen A-Nationalmannschaft eingeladen, als er für die Länderspiele gegen die Auswahlen Montenegros und Serbiens nominiert wurde. Am 8. Juni 2015 wurde er beim 2:1-Sieg im Freundschaftsspiel in Viborg gegen die Montenegriner in der 64. Minute für Pierre Emile Højbjerg eingewechselt. Fünf Tage später wurde er beim 2:0-Sieg im EM-Qualifikationsspiel im Parken-Stadion zu Kopenhagen gegen die Serben erneut eingewechselt, dieses Mal in der 77. Minute für William Kvist. Am 14. November 2017 erzielte er beim 5:1-Sieg gegen Irland sein erstes Tor für die A-Nationalmannschaft.
Für die WM 2018 wurde er nominiert und in den vier Spielen der Dänen eingesetzt, die im Achtelfinale im Elfmeterschießen gegen den späteren Vizeweltmeister Kroatien ausschieden. In der Gruppenphase war ihnen ein torloses Remis gegen den späteren Weltmeister Frankreich gelungen.
Zur Fußball-Europameisterschaft 2021 wurde er ebenfalls in den dänischen Kader berufen. Bei der EM wurde er in allen sechs Spielen eingesetzt und erzielte beim 4:1-Sieg im Gruppenspiel gegen Russland das Tor zum 3:1-Zwischenstand. Die Dänen erreichten das Halbfinale, das sie mit 1:2 nach Verlängerung gegen England verloren.
Bei der WM 2022 wurde er in den drei Gruppenspielen der Dänen eingesetzt, nach denen diese ausschieden. Dabei erzielte er das einzige Turniertor der Dänen bei der 1:2-Niederlage gegen Titelverteidiger Frankreich. In der Qualifikation für die EM 2024 wurde er in sieben der zehn Spiele eingesetzt. Die Dänen qualifizierten sich als Gruppensieger für die Endrunde, für die er wieder nominiert wurde.

## Titel
International
- Champions-League-Sieger: 2021
- Europa-League-Sieger: 2019
- Klub-Weltmeister: 2021
- UEFA-Super-Cup-Sieger: 2021

England
- Pokalsieger: 2018
- Ligapokalsieger: 2015

Spanien
- Meister (2): 2023, 2025
- Pokalsieger: 2025 (ohne Einsatz)
- Supercupsieger (2): 2023, 2025 (ohne Einsatz)

Auszeichnungen
- Dänemarks Fußballer des Jahres: 2023